# Екбатана

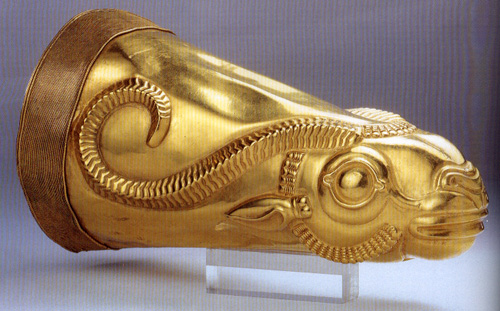
Золотий ритон доби Ахеменідів, знайдений в Екбатані. Національний музей Ірану

Екбата́на (грец. Ἐκβάτανα, Ἀγβάτανα, арам. Hagmatana) — два міста у Мідії: головне місто Мідії — Атропатени (на півночі) та столиця Великої Мідії (на півдні).
Північна Екбатана — столиця Кира, оточена сімома стінами, які височіли одна над одною із зубцями, пофарбованими білим, чорним, пурпуровим, блакитним, червоним, срібним і золотим кольорами (відповідно до п'яти планет, місяця й сонця). В Авесті вона змальовується, як укріплене та заселене місто. Геродот приписує заснування Екбатани Дейоку; в книзі Юдити є опис Екбатани та її стін, нібито збудованих Арфаксадом. Про це ж місто, як припускають, йдеться у книзі Товіта. Руїни північної Екбатани можна побачити у місцевості Такті-Солейман, де можна розпізнати овальну огорожу з квадратних кам'яних плит, конічний пагорб, басейн із питною водою. Місто існувало до XIII століття; його занепад потягнула за собою навала монголів.
Південна Екбатана (нині Хамадан) стала головним містом Великої Мідії за Дарія I та літньою резиденцією перських царів (Страбон XI, XIII; Ксенофонт, Анаб III, V; Діодор II, XIII), які проживали у пишному палаці, ніби збудованому Семірамідою. Олександр Великий зайняв її після битви при Арбеллах і знайшов там скарбницю Дарія III. Пізніше Екбатана була під владою Селевкідів.